# Cunina fowleri
Cunina fowleri is een hydroïdpoliep uit de familie Cuninidae. De poliep komt uit het geslacht Cunina. Cunina fowleri werd in 1906 voor het eerst wetenschappelijk beschreven door Browne. 